# Solund
Solund é uma comuna da Noruega, com 228 km² de área e 899 habitantes (censo de 2004).         